# جامع كاج
جامع كاج هو مسجد تاريخي يعود إلى عصر الدولة الإلخانية، ويقع في أصفهان.